# Augustus, Duce de Saxa-Weissenfels
Augustus de Saxa-Weissenfels (13 august 1614, Dresda – 4 iunie 1680, Halle), a fost Duce de Saxa-Weissenfels-Querfurt din Casa de Wettin și administrator al arhiepiscopiei de Magdeburg. A fost al doilea fiu al lui Johann Georg I, Elector de Saxonia și a celei de-a doua soții, Magdalene Sibylle a Prusiei.

## Biografie
În tetamentul său din 20 iulie 1652, Electorul Johann Georg I a ordonat o divizare a teritoriilor albertine. Augustus a moștenit două orașe: Weißenfels și Querfurt și a devenit primul lor duce. De asemenea, Agustus și-a crescut veniturile prin luare în administare a teritoriului Barby în timpul minoratului contelui August Ludwig. La 17 octombrie 1659 tânărul conte a murit cu puțin timp înainte să ajungă major. Cu el, linia de Barby s-a stins. O dispută asupra territoriilor sale a fost rezolvată în favoarea lui Augustus șapte ani mai târziu (1666). În testamentul său, ducele a lăsat Barby fiului său Heinrich.
La 25 iulie 1660, Augustus a pus piatra de temelie pentru construirea reședinței sale oficiale, Schloss Neu-Augustusburg în Weissenfels. Castelul a fost construit pe locul celui vechi, care a fost devastat de trupele suedeze. Ducele a murit înainte ca finalizarea castelului să aibă loc.
La 15 iulie 1667, fiii Ducelui Wilhelm de Saxa-Weimar i-au oferit lui Augustus președinția Societății Fruitbearing. El a acceptat funcția și responsabilitățile pentru promovarea activității artiștilor și oamenilor de știință. Activitățile sale ca patron au lăsat datorii considerabile pe umerii urmașilor săi.

## Căsătorii și copii
La Schwerin, la 23 noiembrie 1647, Augustus s-a căsătorit cu Anna Maria de Mecklenburg-Schwerin. Ei au avut 12 copii:
1. Magdalene Sibylle (n. 2 septembrie 1648, Halle - d. 7 ianuarie 1681, Gotha); s-a căsătorit la 14 noiembrie 1669 cu Ducele Frederic I de Saxe-Gotha-Altenburg. A fost strămoașa reginei Victoria a Regatului Unit.
2. Johann Adolf I (n. 2 noiembrie 1649, Halle - d. 24 mai 1697, Weissenfels).
3. August (n. 3 decembrie 1650, Halle - d. 11 august 1674, Halle); s-a căsătorit la 25 august 1673 cu Charlotte de Hesse-Eschwege. Singurul lor copil a murt la naștere (24 aprilie 1674).
4. Christian (n. 25 ianuarie 1652, Halle - ucis în bătălie la Mainz, 24 august 1689), mareșal al armatei saxone
5. Anna Maria (n. 28 februarie 1653, Halle - d. 17 februarie 1671, Halle).
6. Sophie (n. 23 iunie 1654, Halle - d. 31 martie 1724, Zerbst); s-a căsătorit la 18 iunie 1676 cu Karl, Prinț de Anhalt-Zerbst. Ca și sora ei mai mare Magdalene Sybille, este strămoașă a reginei Victoria.
7. Katharine (n. 12 septembrie 1655, Halle - d. 21 aprilie 1663, Halle).
8. Christine (n. 25 august 1656, Halle - d. 27 aprilie 1698, Eutin); s-a căsătorit la 21 iunie 1676 cu August Friedrich de Holstein-Gottorp, Prinț-episcop de Lübeck.
9. Heinrich (n. 29 septembrie 1657, Halle - d. 16 februarie 1728, Barby); a moștenit Barby.
10. Albrecht (n. 14 aprilie 1659, Halle - d. 9 mai 1692, Leipzig).
11. Elisabeth (n. 25 august 1660, Halle - d. 11 mai 1663, Halle).
12. Dorothea (n. 17 decembrie 1662, Halle - d. 12 mai 1663, Halle).

La Halle, la 29 ianuarie 1672, la doi ani după decesul primei soții, Augustus s-a căsătorit cu Johanna Walpurgis de Leiningen-Westerburg. Ei au avut doi fii:
1. Frederic (n. 20 noiembrie 1673, Halle - d. 16 aprilie 1715, Dahme); el a moștenit Dahme.
2. Maurice (n. 5 ianuarie 1676, Halle - d. 12 septembrie 1695, Szeged, Ungaria).

## Legături externe
- de Augustus, Duce de Saxa-Weissenfels